# A Holland Antillák az 1952. évi nyári olimpiai játékokon
A Holland Antillák a finnországi Helsinkiben megrendezett 1952. évi nyári olimpiai játékok egyik részt vevő nemzete volt. Az országot az olimpián 1 sportágban 11 sportoló képviselte, akik érmet nem szereztek. A Holland Antillák először vett részt az olimpiai játékokon.

## Labdarúgás
- Jani Brokke
- Edmundo Vlinder
- Ergilio Hato
- Guillermo Giribaldi
- Guillermo Krips
- Jorge Brion
- Juan Briezen
- Pedro Matrona
- Wilfred de Lanoi
- Wilhelm Canword
- Willys Heyliger

Nyolcaddöntő
| 1952. július 21. |

| Törökország (TUR)             | 2 – 1               | Holland Antillák |
| ----------------------------- | ------------------- | ---------------- |
| Tokaç 9' Bilge 76' (11-esből) | (1 – 0) Jegyzőkönyv | Briezen 79'      |

| Lahti stadion, Lahti Játékvezető: Carl Jørgensen (dán) |

| Csapat           | Helyezés |
| ---------------- | -------- |
| Holland Antillák | 9.       |